# Agua Santa, Comapa
Agua Santa är en ort i Mexiko.   Den ligger i kommunen Comapa och delstaten Veracruz, i den sydöstra delen av landet, 230 km öster om huvudstaden Mexico City. Agua Santa ligger 1 215 meter över havet och antalet invånare är 374.
Terrängen runt Agua Santa är kuperad, och sluttar brant österut. Runt Agua Santa är det ganska tätbefolkat, med 248 invånare per kvadratkilometer. Närmaste större samhälle är Huatusco de Chicuellar, 6,9 km sydväst om Agua Santa. I omgivningarna runt Agua Santa växer i huvudsak städsegrön lövskog.